# Atsuko
Atsuko (jap. あつこ, アツコ) – żeńskie imię japońskie.

## Możliwa pisownia
Atsuko można zapisać używając wielu różnych znaków kanji i może znaczyć m.in.:
- 篤子, „miłe dziecko”[1]
- 温子, „ciepły/miły, dziecko”

## Znane osoby
- Atsuko Asano (あつこ), japońska pisarka
- Atsuko Enomoto (温子), japońska seiyū
- Atsuko Inaba (貴子), japońska piosenkarka
- Atsuko Maeda (敦子), była członkini japońskiej grupy AKB48
- Atsuko Nakajima (敦子), japońska animatorka, projektantka postaci i ilustratorka
- Atsuko Seta (敦子), znana japońska pianistka
- Atsuko Shinomura (敦子), japońska zapaśniczka w stylu wolnym
- Atsuko Tanaka (温子), kanadyjska skoczkini narciarska pochodzenia japońskiego
- Atsuko Tanaka (敦子), japońska artystka
- Atsuko Yuya (敦子), japońska seiyū

## Fikcyjne postacie
- Atsuko (アツコ), bohaterka mangi i serii anime Minami-ke
- Atsuko Kagari (アツコ), bohaterka serii Little Witch Academia